# Gulgumpad blomsterpickare
Gulgumpad blomsterpickare (Pachyglossa chrysorrhea) är en liten asiatisk fågel i familjen blomsterpickare inom ordningen tättingar

## Utseende och läte
Gulgumpad blomsterpickare är en 10 cm lång fågel med tunn, nedåtböjd näbb. Karakteristiskt är orangegul undergump, mörkt mustaschsstreck samt längsstreckat bröst. Ovansidan är olivgrön. Lätet är ett enkelt "zeet", i flykten ett upprepat "zit-zit-zit".

## Utbredning och systematik
Gulgumpad blomsterpickare delas in i två underarter med följande utbredning:
- Pachyglossa chrysorrhea chrysochloris – förekommer från östra Himalaya (Sikkim till sydvästra Kina, Myanmar och norra Indokina)
- Pachyglossa chrysorrhea chrysorrhea – förekommer på Malackahalvön, Sumatra, Borneo, Java och Bali

### Släktestillhörighet
Arten placerades tidigare i släktet Dicaeum. DNA-studier visar att den tillhör en klad som står närmare släktet Prionochilus än typarten för Dicaeum.

## Levnadssätt
Gulgumpad blomsterpickare förekommer i öppen skog och skogsbryn. Där lever den av frukt från mistel och små fikonväxter, bär från Muntingia calabura, nektar och små insekter. Båda könen hjälps åt att bygga boet. Arten lägger ägg mellan april och augusti i Indien, flygga ungar har observerats i januari i södra Thaland och ungfåglar i maj och september på Malackahalvön.

## Status och hot
Arten har ett stort utbredningsområde, men tros minska i antal, dock inte tillräckligt kraftigt för att den ska betraktas som hotad. Internationella naturvårdsunionen IUCN listar arten som livskraftig (LC). Världspopulationen har inte uppskattats men den beskrivs som vanlig i Indien, ovanlig i Myanmar och på Borneo, och sällsynt i Nepal, Bhutan och Bangladesh samt på Bali och Java.